# Autópálya M60
L'autópálya M60 (in italiano "autostrada M60") è un'autostrada ungherese che collega l'autostrada M6 alla città di Pécs. È lunga 32 chilometri ed è per tutto il tratto a due corsie per senso di marcia.

## Storia
Il tratto Bóly-Pécs fu attivato il 31 marzo 2010.
Il breve segmento Pécs-Pécs-Kökény út è stato aperto il 31 luglio 2015.